# Královna Margot (film, 1994)
Královna Margot (v originále La Reine Margot) je francouzský historický film z roku 1994, který režíroval Patrice Chéreau podle stejnojmenného románu Alexandra Dumase staršího. Na filmovém festivalu v Cannes získal film cenu poroty a herečka Virna Lisi cenu za nejlepší ženský herecký výkon. Film získal 12 nominací na Césara, z nichž získal pět ocenění. Film byl též nominován na Oscara za nejlepší kostýmy. Snímek měl světovou premiéru 13. května 1994.

## Děj
Je srpen roku 1572 a Paříž žije velkou událostí. Protestant Jindřich Navarrský, budoucí král Jindřich IV., se chystá oženit s Markétou z Valois, známou jako Margot. Katolička, která je dcerou Kateřiny Medicejské, sestrou nemocného krále Karla IX. a ambiciózních princů Jindřicha a Františka z Anjou. Oba manželé se nemilují. Jedná se o politický sňatek, zorganizovaný Kateřinou Medicejskou, jehož cílem je uklidnit diplomaticky papeže Řehoře XIII. a katolické Španělsko na jedné straně, protestantské státy na straně druhé, a především ukončit nenávist a soupeření uvnitř království mezi katolickou stranou vévody Jindřicha de Guise a protestantskou frakcí vedenou admirálem Gaspardem de Coligny. Strach, nepřátelství a násilí jsou cítit i v Notre-Dame, kde se slaví svatba. Margotini bratři projevují neskrývanou aroganci a dvojznačný vztah, který mají se svou sestrou. Margot je arogantní a přelétavá princezna. Královna Kateřina spřádá intriky právě v den svatby své dcery. Vše směřuje k násilí během noci na sv. Bartoloměje.

## Obsazení
| Isabelle Adjani           | Markéta z Valois                      |
| Daniel Auteuil            | Jindřich Navarrský                    |
| Jean-Hugues Anglade       | Karel IX.                             |
| Vincent Perez             | Joseph Boniface de La Môle            |
| Virna Lisi                | Kateřina Medicejská                   |
| Dominique Blanc           | Henrietta Klévská                     |
| Pascal Greggory           | Jindřich z Anjou                      |
| Claudio Amendola          | Annibal de Coconas                    |
| Miguel Bosé               | Jindřich I. de Guise                  |
| Asia Argento              | Charlotte de Sauve                    |
| Julien Rassam             | František z Anjou                     |
| Thomas Kretschmann        | Claude de La Châtre de La Maisonfort  |
| Jean-Claude Brialy        | admirál Gaspard de Coligny            |
| Jean-Philippe Écoffey     | Jindřich I. Bourbon-Condé             |
| Bruno Todeschini          | Armagnac                              |
| Emmanuel Salinger         | Guillaume de Saluste du Bartas        |
| Laure Marsac              | Antoinette                            |
| Michelle Marquais         | kojná Karla IX.                       |
| Bernard Verley            | kardinál de Bourbon                   |
| Albano Guaetta            | páže Orthon                           |
| Johan Leysen              | Maurevel                              |
| Dörte Lyssewski           | Marie Touchetová                      |
| Marc Citti                | Crussol                               |
| Grégoire Colin            | mladý protestant zavražděný Coconasem |
| Nicolas Vaude             | protestant                            |
| Daniel Breton             | zloděj                                |
| Cécile Caillaud           | služka Henrietty Klévské              |
| Jean Douchet              | pastor                                |
| Philippe Duclos           | Charles de Téligny                    |
| Barbet Schroeder          | rádce                                 |
| Alexis Nitzer             | rádce                                 |
| Erwan Dujardin            | páže                                  |
| Valeria Bruni Tedeschiová | mladá žena                            |
| Hélène de Fougerolles     | mladá žena                            |
| Mélanie Vaudaine          | mladá žena                            |
| Marina Golovine           | služka                                |
| Sabine Lenoël             | služka                                |
| Julie-Anne Roth           | zavražděná dívka                      |
| Guy Duval                 | biskup                                |
| Ulrich Wildgruber         | René Bianchi                          |
| Carlos López              | sluha                                 |
| Alexis Nitzer             | rádce                                 |
| Otto Tausig               | lichvář Mendès                        |
| Jean-Marc Stehlé          | hostinský                             |
| Charlie Nelson            | pomocník kata                         |
| Orazio Massaro            | šlechtic                              |
| Bernard Nissile           | protestant                            |
| Laurent Arnal             | protestant                            |
| Marian Blicharz           | polský vyslanec                       |
| Zygmunt Kargol            | polský vyslanec                       |

### Místa natáčení
Svatba Jindřicha a Margot se točila v bazilice v Saint-Quentin. Některé scény se natáčely v Paříži ve 4. obvodu (katedrála Notre-Dame, Parvis Notre-Dame a ostrov Cité).
Většina filmu se odehrává v Louvru (galerie, chodby, ložnice, sklepy, nádvoří, zahrady atd.). Tyto scény se natáčely na různých místech ve Francii: Bordeaux, bývalá jezuitská kolej v Remeši, les Compiègne a Senlis, hrad Maulnes v Cruzy-le-Châtel, Rambouillet, Nanterre a ve studiích v Épinay-sur-Seine.
Další scény se natáčely v Portugalsku, přesněji v Národním paláci Mafra.
Varhanní kus během svatební scény zahrál Pierre Pincemaille na varhany v bazilice Saint-Denis.

## Ocenění
- Filmový festival v Cannes: Cena poroty, Cena za nejlepší herečku (Virna Lisi), účast v soutěži o Zlatou palmu
- César: vítěz v kategoriích nejlepší herečka (Isabelle Adjani), nejlepší herec ve vedlejší roli (Jean-Hugues Anglade), nejlepší herečka ve vedlejší roli (Virna Lisi), nejlepší kamera (Philippe Rousselot), nejlepší kostýmy (Moidele Bickel); nominace v kategoriích nejlepší film, nejlepší režisér (Patrice Chereau), nejlepší herečka ve vedlejší roli (Dominique Blanc), nejlepší původní scénář nebo adaptace (Patrice Chéreau a Daniele Thompson), nejlepší filmová hudba (Goran Bregović), nejlepší střih (François Gédigier a Hélène Viard), nejlepší výprava (Richard Peduzzi a Olivier Radot)
- Oscar: nominace na nejlepší kostýmy (Moidele Bickel)
- Zlatý glóbus: nominace na nejlepší zahraniční film
- BAFTA: nominace na nejlepší neanglický film